# Karl Manne Georg Siegbahn
Karl Manne Georg Siegbahn (3 décembre 1886 à Örebro, Suède - 26 septembre 1978, Stockholm, Suède) est un physicien suédois. Il est lauréat du prix Nobel de physique de 1924 « pour ses découvertes et ses recherches dans le domaine de la spectroscopie par rayons X ».

## Biographie
Karl Manne Siegbahn soutient son doctorat en 1911 à l'université de Lund. Le titre de sa thèse est Magnetische Feldmessungen (« Mesures du champ magnétique »). Il est lauréat de la médaille Hughes en 1934 et de la médaille Rumford en 1940.
Manne Siegbahn devient membre étranger de la Royal Society le 29 avril 1954.
Son fils Kai Siegbahn reçoit le prix Nobel de physique de 1981. 
Son épouse Karin, née en 1889, décède en 1972[réf. nécessaire].